# František Žilka
František Žilka (1. června 1871 Dolní Rozsíčka – 9. února 1944 Praha) byl český evangelický teolog, duchovní Českobratrské církve evangelické, biblista-novozákoník, překladatel, historik a vysokoškolský pedagog.

## Život
Po maturitě (1890) na českém gymnáziu v Brně studoval teologii na univerzitách ve Vídni, Halle, Edinburghu a v Lausanne.
V letech 1896–1898 se stal vikářem v Čáslavi, poté byl diasporním kazatelem v Táboře (1899–1901) a farářem v Mělníku (1901–1919). V době svého mělnického působení vykonával funkci náměstka superintendenta české reformované církve.
Od 28. října 1919 až do svého penzionování v listopadu 1939 působil jako profesor novozákonní vědy na Husově československé evangelické fakultě bohoslovecké v Praze. Patřil k výrazným osobnostem první učitelské generace HČEFB, v pěti funkčních obdobích byl jejím děkanem.
Byl ve své generaci čelným představitelem teologického liberalismu.
Kromě vlastních autorských prací byly významné jeho překlady ze starořečtiny, němčiny a angličtiny, nejznámějším dílem se stal překlad Nového zákona (1933). Jako vůbec první překladatel se snažil tento text převést do moderní, nijak nearchaizující češtiny. Význam vědecké a badatelské práce prof. ThDr. Františka Žilky byl ještě za jeho života oceněn udělením čestných doktorátů univerzit v Montpellier, Edinburghu a v Rize.
Pohřben je v evangelickém oddělení mělnického hřbitova.

## Dílo
- František Palacký (1898)
- Jan Hus (1899)
- ŽILKA, František. Jan Kalvín: život a dílo [online].  Praha: Comenia, 1909. S. 135. Dostupné online.
- Dějiny světových náboženství (1924). Dostupné online.
- Dějiny novozákonní doby (1925)
- Naše křesťanství (1941)
- Ježíš Kristus I.-III. (1942-1947)